# Бернье, Патрис
Патрис Бернье (фр. Patrice Bernier; родился 23 сентября 1979 года в Бросаре, Квебек, Канада) — канадский футболист гаитянского происхождения, выступавший на позиции полузащитника. Рекордсмен клуба «Монреаль Импакт» по количеству игр. Участник четырёх Золотых кубков КОНКАКАФ в составе сборной Канады.

## Клубная карьера
После выступлений в США за университетскую команду Бернье подписал свой первый профессиональный контракт с «Монреаль Импакт» в 2000 году. После двух сезонов проведённых на родине Патрис принял предложение норвежского клуба «Мосс». После окончания сезона, полузащитник перешёл в «Тромсё».
В новом клубе в первом же сезоне Бернье проявил себя, как агрессивный, неуступчивый и техничный крайний полузащитник. Летом 2005 года турецкий «Бешикташ» предлагал за канадца 1,3 млн евро, но «Тромсё» ответил отказом. В начале сезона 2007 года Патрис был одним из лучших полузащитников Типпелиги, что он доказал своей феноменальной игрой против «Русенборга», забив ему два мяча. Несмотря на то, что команда проиграла Бернье был признан Лучшим футболистом матча. «Тромсё» предложил Патрису новый контракт, но полузащитник отказался мотивируя своё решение поиграть в более сильном чемпионате.
28 мая 2007 года Бернье перешёл в клуб Второй немецкой Бундеслиги «Кайзерслаутерн». 28 октября в матче против «Эрцгебирге Ауэ», он забил свой первый гол за немецкую команду. Патрис провёл в Германии один сезон, он так и не смог закрепиться в основе «Кайзера» и летом 2008 году покинул команду.
25 июня 2008 года полузащитник подписал соглашение с датским клубом «Норшелланн». 20 июля в матче против «Брондбю» Бернье дебютировал за новую команду. 29 июля в матче Кубка УЕФА против «ТМВК» Патрис забил свой первый гол за клуб. 14 августа в поединке следующего раунда Кубка УЕФА против шотландского «Куин оф зе Саут» Бернье забил победный гол. В составе датского клуба Патрис дважды выигрывал Кубок Дании, в 2010 и 2011 годах. Также по итогам сезона 2010 года он был признан фанатами клуба футболистом года.
24 августа 2011 года Бернье подписал однолетний контракт с клубом «Люнгбю». 28 августа в матче против своей бывшей команды «Норшеллана» Патрис дебютировал в новом клубе. 16 октября в поединке против «Силькеборга» полузащитник забил свой первый гол за «Люнгбю».
19 декабря 2011 года Бернье воспользовался пунктом в контракте и перешёл бесплатно в «Монреаль Импакт», ставший франшизой MLS. 11 марта 2012 года в матче против «Ванкувер Уайткэпс» Патрис дебютировал за новую команду. 6 мая в поединке против «Спортинг Канзас-Сити» он забил свой первый гол за «Импакт». В августе 2012 года Патрис был признан футболистом месяца в MLS. Перед началом сезона 2014 Бернье был выбран капитаном команды. В начале 2017 года Бернье продлил контракт с «Монреаль Импакт» ещё на сезон, но объявил что этот сезон станет последним в его профессиональной карьере. Его прощальным матчем стал поединок с «Нью-Инглэнд Революшн» в заключительном туре сезона 2017 22 октября, в котором он также забил свой последний гол, реализовав одиннадцатиметровый удар. Бернье остался в системе «Монреаль Импакт» в качестве тренера в академии.

## Международная карьера
15 ноября 2003 года в товарищеском матче против сборной Чехии Бернье дебютировал за сборную Канады. Первым крупным международным турниром для Патриса стал Золотой кубок КОНКАКАФ 2005, где он принял участие в матчах против команд Коста-Рики, США и Кубы.
В 2007 году Патрис помог сборной завоевать бронзовые медали Золотого кубка КОНКАКАФ. На турнире он сыграл против команд Коста-Рики, Гваделупы, Гаити, Гватемалы и США.
30 июня 2009 года в поединке против сборной Гватемалы Бернье забил свой первый гол за национальную сборную. В том же году Патрис в третий раз принял участие в Золотом кубке КОНКАКАФ. На турнире он принял участие в матчах против сборных Сальвадора, Ямайки, Коста-Рики и Гондураса. В поединке против костариканцев Бернье забил гол.
В 2017 году Бернье в четвёртый раз попал в заявку сборной на участие в Золотом кубке КОНКАКАФ. На турнире он сыграл в матчах против команд Французской Гвианы и Гондураса.

### Голы за сборную Канады
| #   | Дата         | Место                                     | Противник  | Результат | Счёт | Соревнование                |
| --- | ------------ | ----------------------------------------- | ---------- | --------- | ---- | --------------------------- |
| 01. | 30 июня 2009 | Окснард Колледж Соккер Филд, Окснард, США | Гватемала  | 0:2       | 0:3  | Товарищеский матч           |
| 02. | 10 июля 2009 | Эф Ай Ю Стэдиум, Майами, США              | Коста-Рика | 1:1       | 2:2  | Золотой кубок КОНКАКАФ 2009 |

## Тренерская карьера
21 августа 2019 года Бернье вошёл в штаб нового главного тренера «Монреаль Импакт» Уильмера Кабреры в качестве ассистента. Он ассистировал и следующему тренеру «Монреаля» — Тьерри Анри. 20 февраля 2021 года Бернье покинул тренерский штаб клуба ради должности аналитика на телеканале TVA Sports, но сохранил обязанности в клубной академии в качестве супервайзера тренировочного процесса.

## Достижения
Командные
 «Норшелланн»
- Обладатель Кубка Дании — 2009/10, 2010/11

 «Монреаль Импакт»
- Победитель Первенства Канады — 2013, 2014